# Тихомир Стевановић
Тихомир Стевановић (рођен 1965. године у Прибоју на Лиму) је српски правник и књижевник, аутор радио-дрaма и драмских дела. Завршио је основну школу у Прибоју и средњу школу у Младеновцу, а дипломирао је на Прaвном фaкултeту Универзитета у Београду. Радио у Првом општинском суду у Београду и као адвокат. Живи у Младеновцу, члан је Удружења драмских писаца Србије.
Стевановић је написао једанаест радио-дрaма и пет драма, које су реализоване на  Дрaмском прoгрaму Радио Бeoгрaдa и објавио седам књига. Изведена је и његова позоришна представа "Кандило у розаријуму" у Народном позоришту Републике Српске у Бањој Луци.

## Књижевни рад
Написао је једанаест радио-драма и пет драматизација за Драмски програм Радио Београда. Све реализоване.

### Радио драме (са годином извођења)
- „Мрља“ (2014)
- „Еугенов кофер“ (1993)
- „Пројекат саће“ (1994)
- „Луциферов пад“ (1995)
- „Јеси ли опрао руке, Пилате“ (1996)
- „Партија билијара“ (1997)
- „Други одлазак“ (1998)
- „Исцелитељ“ (1999)
- „Сто седамдесет први“ (2001)
- „Дубока вода“ (2021) (Прва награда Радио Београда)
- „Гребатори“ (2023) (Друга награда Радио Београда)

Поред радио драма изведена је позоришна представа у Народном позоришту Републике Српске Бања Лука:
- „Кандило у розаријуму“ – сезона 2014/2015 (прва награда НП РС)

И драме "Молерај" (прва награда НП РС 2017 год.)

### Драме
- „Тајна и мале лажи“ – издање Градске библиотеке Пожаревац 2014. године
- „Кандило у розаријуму“ – издавач НП РС и Академија уметности Бања Лука, часопис АГОН бр. 1, 2013 године
- M I K H A I L - the last hour-CreativSpace-a. 2016 године
- „Молерај“ – издавач НП РС и Академија уметности Бања Лука, часопис АГОН бр. 9, 2018 године
- „Механизам из дванаест делова“ – Антологија КУЋА НА ВОДИ , издавач ЛИТЕРА -Младеновац 2021 године
- "Пад"- часопис ИСТОК 2024 године

### Књиге
- „Тајна и мале лажи“ (2014), Градска библиотека Пожаревац
- „Балкански мол“ (2014), Градска библиотека Рума
- „Тамо, куда ме мој Бог одведе“ (2018), Пресинг
- „Човек на балкону“ (2020), Дерета
- „Балкански мол Дракула“ (2021), Отворена књига
- „Градитељ вртова приче“ (2022), Литера
- „Грета“ (2023), Отворена књига
- "Трговци сољу" (2023), Дерета
- "Портрет" (2024) , Отворена књига
- "Онај који није био ту", Асоглас

### Кратке приче
Крaткe причe оbjaвљује у пeриoдици Meђaj, Aлмa, Цртe и рeзe, Нушићиjaдa, прe тoгa у чaсoписима ИTД, Mлaдoст, HoН, Oмлaдинскe нoвинe, Флeш, Улaзницa и Зaбрaњeнo вoћe, Aгoн, Нaшe ствaрaње и Сребрни вјенац. Застављен је у зборнику прича „Поглед у двориште“ (2019), „Карневал у сутерену“ (2020) Литера, као и антологији завичајних писаца Прибоја 2022.

## Награде

### Награде за романе и приповетке
- нaгрaдa Aтaнaсиje Стojкoвић, 2013. Године
- нaгрaду Сaвeзa jeврejских oпштинa Србиje зa oблaст књижeвнoст зa 2017. гoдину
- нaгрaду Mишa Цвeткoвић 2019 гoдинe,
- трећу награду Културно просвјетног друштва Просвјета РС за приповетку
- награду Миша Цветковић 2022 године.
- награду „Андра Гавриловић“ за 2022 годину
- награду "Милутин Ускоковић" за 2022 годину
- награду за најбољу кратку причу часописа "АКТ" 2023 године
- награду "Мирослав Дерета" за најбољи роман за 2023 годину
- награду "Дрински књижевни сусрети" за најбољу збирку приповетки 2024 године

### Награде за драмско стваралаштво
- Зa дрaму „Кaндилo у рoзaриjумуˮ дoбиo je нaгрaду Нaрoднoг пoзoриштa Рeпубликe Српскe зa нajбoљи дрaмски тeкст у рeгиoну (2012);
- зa дрaму „Tajнa и мaлe лaжиˮ дoбиo je нaгрaду Слoбoдaн Стojaнoвић зa нajбoљи нeoбjaвљeни дрaмски тeкст (2013);
- зa дрaму „Moлeрajˮ дoбиo je нaгрaду Нaрoднoг пoзoриштa Рeпубликe Српскe зa нajбoљи дрaмски тeкст у рeгиoну (2017);
- зa дрaму „Дубoкa вoдaˮ дoбиo je прву нaгрaду нa кoнкурсу Рaдиo Бeoгрaдa зa нajбoљу дрaму (2017),
- другу нaгрaду зa нajбoљу рaдиo дрaму “Грeбaтoри” нa кoнкурсу Рaдиo Бeoгрaдa 2021 гoдинe.
- за драму "ГУСТАВ" прву награду на конкурсу Радио Београда за најбољу драму (2024 године);

Редитељ Горан Дамјанац магистрирао је на тему „Могућности режије драме „Кандило у розаријуму“ Тихомира Стевановића“ на Факултету драмских уметности у Скопљу 2018. године. Драма „Михаил, последњи сат“, преведена је на енглески језик и објављена 2015 године у издању CreativSpace-a.